# Skråfjorden
Skråfjorden er en fjord i Åfjord kommune i Trøndelag fylke i Norge. Fjorden går 16 kilometer mod nordøst til Grytan i bunden af Grytfjorden.
Fjorden har indløb på begge sider af Lauvøya mellem Bringholmsråsa i vest og Ytre Selnesvågen i syd. Fjorden deler sig  i Morkafjorden på nordsiden og Eidsfjorden på sydsiden af den todelte halvø Morkanes/Selnes. Eidsfjorden går videre til Grytfjorden. Fjorden går parallelt til Åfjorden som ligger lidt længere mod øst. Ved Dragseid er der kun  300 meter over til Åfjorden.
Der ligger mange holme og skær i hele fjorden. De største af disse er Grimstadøya, som markerer den sydlige grænse til Eidsfjorden, Tørhoggøyene, som markerer den sydlige grænse til Morkafjorden, Lysøya og Madsøya. Ved Madsøya, hvor en del er udlagt som naturreservat,  går vigen Strumpen ind mod nord, mellem Morkafjorden og Eidsfjorden. Nord for Tørrhoggøyene går Tørrhoggvågen nordvestover til Ratvika.